# Kawasaki Ninja 500
La Kawasaki Ninja  500, o chiamata anche EX500, è una motocicletta stradale prodotta dalla casa motociclistica giapponese Kawasaki dal 1987 al 2009.

## Descrizione e tecnica
Introdotta ne 1987 con il nome di EX500 (rinominata poi nel 1995 Ninja 500), ad alimentare la moto c'era un motore a due cilindri in linea a quattro tempi dalla cilindrata di 498 cm³ raffreddato a liquido dotato di carburatori. 
La testata aveva la distribuzione con doppio albero a camme in testa a 8 valvole, con quattro valvole per cilindro azionate con dei bilancieri a forcella. Alesaggio e corsa misuravano rispettivamente 74 e 58 mm (il motore era progettato per essere un corsa corta). Il motore ha un albero di equilibratura per compensare il momento di inerzia e ridurre le vibrazioni tipiche dei bicilindrici. 
Nel 1994 ha subìto una profonda rivisitazione, a cui sono state modifiche apportate numerose modifiche. Le ruote più grandi da 17 pollici con pneumatici più larghi hanno sostituito le ruote originali da 16 pollici. La carenatura anteriore e posteriore, insieme con il quadro strumenti e i quadranti sono state ridisegnate. È stato modificato il sistema frenante, con un freno a disco posteriore che ha sostituito il precedente a tamburo.